# Ian Froman
Ian Froman is een in de Verenigde Staten wonende Canadese jazzdrummer.

## Biografie
Froman kreeg als kind al pianoles voordat hij op 13-jarige leeftijd overstapte naar het drummen. In het begin leerde hij autodidactisch. Hij studeerde aan het Berklee College of Music (bachelor in 1984), waar hij nu lesgeeft, aan het Atlantic Center for the Arts in Florida (bij Elvin Jones) en aan het New England Conservatory of Music (master in 1986). Naast zijn werk aan het Berklee College geeft hij ook les aan het New York Drummers Collective.
Samen met saxofonist Mike Murley, bassist Chris Tarry en toetsenist en trompettist Brad Turner richtte Froman in 1997 de groep Metalwood op, waarmee hij verschillende albums opnam. Daarnaast heeft Froman gewerkt met Dave Liebman, Rick Margitza, Miroslav Vitouš, Tommy Smith, Ahmad Mansour, Terje Gewelt, Sheryl Bailey, Richard Bliwas en Wolfgang Schalk en sinds 2010 werkt hij ook in de fusionformatie Regals (The Double-Duo Sessions).
- Bibliothèque nationale de France: cb139340283 (data)
- Gemeinsame Normdatei: 134715101
- International Standard Name Identifier: 0000 0000 5513 5122
- Library of Congress Control Number: n91088633
- MusicBrainz: ced9ea58-9dcd-44f3-b0ec-65e09b837552
- Virtual International Authority File: 17411356
- WorldCat: E39PBJxd4XY9qHh7T7VC93Y9Dq